# Ágios Ioánnis (Ithaque)
 (février 2025).
Ágios Ioánnis (grec moderne : Άγιος Ιωάννης, littéralement Saint Jean) est une localité située sur l'île d'Ithaque, dans les îles Ioniennes, en Grèce. Selon le recensement de 2011, sa population est de 8 habitants.

## Géographie
Ágios Ioánnis est une localité de plaine du centre d'Ithaque. Elle est située juste au nord de la partie la plus étroite de l'île, l'isthme de Pissetou. Elle est nichée près de la côte en face de Céphalonie, sur les contreforts méridionaux du Niritos, la plus haute montagne de l'île. Elle se trouve à environ 12 km au nord-ouest de Vathy, la principale agglomération de l'île.

### Changements administratifs régionaux
La localité a été reconnue en 1866 et a été annexée à la municipalité de Polyktoria du nome de Céphalonie. En 1899, elle a été incorporée au nome de Leucade, en 1909 au nome de Céphalonie à nouveau et en 1946 de nouveau au nome de Leucade. Par le Journal officiel 244A - 04/12/1997, elle a été définitivement détachée du dème de Leucade et annexée au dème d'Ithaque.

### Lieux touristiques
- L'olivier d'Ulysse, à l'entrée du village : un très vieil olivier d'une circonférence de 18 mètres, d'une hauteur d'environ 1,5 mètre.
- L'église Agios Dionysios au centre du village
- Les plages Koutoupi, Komninos Ammos, Aspros Gialos, Kedros et Vrysi, parmi les plus célèbres d'Ithaque.

## Population
| 1991 | 2001 | 2011 |
| ---- | ---- | ---- |
| 11   | 12   | 8    |

## Sources
(avril 2025).
- Google Maps
- eetaa.gr (Recensements de la population en 1991, 2001 et 2011, Autorité Statistique Hellénique)
- Encyclopédie Papyrus Larousse Brittanica (1978, 2006) PLM
- Encyclopédie Δομή (Dème) 2002-4